# Astroscopus guttatus
Astroscopus guttatus és una espècie de peix pertanyent a la família dels uranoscòpids.

## Descripció
- Pot arribar a fer 59 cm de llargària màxima i 9.100 g de pes.
- Té una glàndula verinosa.[2][3][4][5]

## Depredadors
És depredat per Rhizoprionodon terraenovae.

## Hàbitat
És un peix marí, demersal i de clima temperat (42°N-31°N, 80°W-71°W) que viu fins als 36 m de fondària.

## Distribució geogràfica
Es troba a l'Atlàntic occidental: els Estats Units.

## Observacions
És verinós per als humans.